# Южный Дели
Южный Дели (англ. South Delhi) — округ на западе Дели (Национальной столичной территории Дели).
На территории округа расположено много исторических объектов, в частности руины некоторых из Семи исторических городов Дели: Мехраули, Сири, Туглакабада и Джаханпанаха, а также знаменитый комплекс Кутб-Минар. Также здесь находится известный бахаистский Храм Лотоса.